# Chalchiuhtlicue

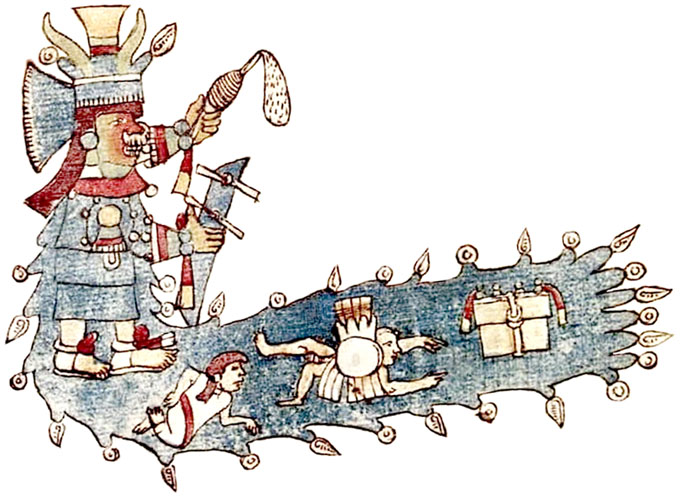
Chalcihuitlicue

Na mitologia asteca, Chalchiutlicue [t͡ʃaːɬt͡ʃiwˈt͡ɬikʷeː] (de chālchihuitl [t͡ʃaːɬˈt͡ʃiwit͡ɬ] "jade" e cuēitl [kʷeːit͡ɬ] "saia") é a deusa dos lagos e das correntes d'água. Também é a patrona dos nascimentos e desempenha um papel importante nos batismo dos astecas. É também uma deusa de Teotihuacán, representa literalmente a deusa da água, não podendo ser confundida com a deusa da chuva. Ela muito importante culturalmente, pois a pesca e outras atividades envolvendo a água como a natação dependiam da vontade dela.
Chalchiuhtlicue era altamente reverenciada na cultura asteca na época da conquista espanhola e era uma figura de divindade importante no império asteca pós-clássico do México central. Chalchiuhtlicue pertence a um grupo maior de deuses astecas da chuva e está intimamente relacionada a outro deus asteca da água, Chalchiuhtlatonal.
Era casada com o deus Tlaloc, deus da umidade, dos raios e das tormentas.